# 安楽寺 (白岡市)
安楽寺（あんらくじ）は、埼玉県白岡市にある真言宗智山派の寺院。

## 歴史
創建年代は不明である。ただ薬師堂にある薬師如来像は「応仁二年（1468年）」の銘があることから、その頃には既に存在していたものと推測される。寺伝では、849年（嘉祥2年）に慈覚大師円仁の開山としていることから、実際に円仁が開山したかはともかく、相当の古刹であることが窺い知ることができる。
また江戸時代の円空が彫った「円空仏」が安置されている。薬師如来像とともに白岡市の文化財に指定されている。

## 文化財
- 木造薬師如来坐像（白岡市指定文化財 昭和54年11月1日指定）[4]
- 円空作菩薩形坐像（白岡市指定文化財 昭和55年11月1日指定）[5]

## 交通アクセス
- 路線バス蓮田新道停留所より徒歩17分。